# Gaylussacia angulata
Gaylussacia angulata är en ljungväxtart som beskrevs av Gardn. Gaylussacia angulata ingår i släktet Gaylussacia och familjen ljungväxter. Inga underarter finns listade i Catalogue of Life.